# Timur Bołat
Timur Bołat (kaz. Тимур Болат, trl. Timur Bolat; ur. 14 maja 1989) – kazachski judoka. Olimpijczyk z Londynu 2012, gdzie zajął dziewiąte miejsce wadze średniej.
Uczestnik mistrzostw świata w 2009, 2010 i 2011. Startował w Pucharze Świata w latach 2008-2012. Drugi w drużynie i siódmy indywidualnie na igrzyskach azjatyckich w 2014 i piąty w 2010. Brązowy medalista mistrzostw Azji w 2009 i 2011 roku.

## Letnie Igrzyska Olimpijskie 2012
| Konkurencja | Eliminacje            | Eliminacje                | Klas. końcowa |
| Konkurencja | Przeciwnik I          | Przeciwnik II             | Miejsce       |
| ----------- | --------------------- | ------------------------- | ------------- |
| 90 kg       | Hiszam Misbah (EGY) Z | Masashi Nishiyama (JPN) P | 9.            |